# Glamsbjerg Kommune
Glamsbjerg Kommune var en dansk kommune som fandtes fra 1966 til 2006. Den blev oprettet 1. april 1966 ved sammenlægning af Flemløse Kommune, Køng Kommune, Søllested-Vedtofte Kommune og Ørsted Kommune i Assens Amtsrådskreds i Odense Amt. Ved kommunalreformen i 1970 fortsatte Glamsbjerg Kommune uforandret i Fyns Amt. Ved strukturreformen i 2007 blev den indlemmet i Assens Kommune sammen med Haarby Kommune, Tommerup Kommune, Vissenbjerg Kommune og Aarup Kommune.

## Tidligere kommuner
Glamsbjerg Kommune blev dannet 1. april 1966 inden kommunalreformen ved frivillig sammenlægning af 4 sognekommuner:
| Kommune            | Folketal september 1965 | Byer       |
| ------------------ | ----------------------- | ---------- |
| Flemløse           | 1.312                   | Flemløse   |
| Køng               | 2.968                   | Glamsbjerg |
| Søllested-Vedtofte | 732                     |            |
| Ørsted             | 676                     | Ørsted     |
| I alt              | 5.688                   |            |

## Sogne
Glamsbjerg Kommune bestod af følgende sogne, alle fra Båg Herred:
- Flemløse Sogn
- Køng Sogn
- Søllested Sogn
- Vedtofte Sogn
- Ørsted Sogn

## Byer
| Kommunens største byer |            |                   |
| Nr                     | By         | Indbyggere (2025) |
| 1                      | Glamsbjerg | 3.322             |
| 2                      | Flemløse   | 581               |
| 3                      | Ørsted     | 236               |

## Borgmestre[4]
| Navn             | Parti                       | Periode   |
| ---------------- | --------------------------- | --------- |
| Helge Nielsen    | Venstre                     | 1970-1974 |
| Bent Møller      | Venstre                     | 1974-1985 |
| Hans Stougaard   | Det Konservative Folkeparti | 1985-1990 |
| Ankjær Stenskrog | Venstre                     | 1990-2007 |

## Rådhus
Glamsbjerg kommuneskole blev opført i 1889 på Søndergade 99. 15. august 1956 blev den nuværende skole på Kaj Nielsens Vej 10 taget i brug. Den gamle skole blev så kommunekontor i Køng sognekommune og fra 1966 rådhus i Glamsbjerg Kommune. I 2012 blev det tidligere rådhus til "Mulighedernes Hus" med sundhedscenter, festlokaler, vuggestue og senere børnehave m.v.